# Discografia de DJ Bobo
Peter René Cipiriano Baumann, mais conhecido como DJ Bobo, já vendeu mais de 14 milhões de discos no mundo inteiro e lançou 14 álbuns de estúdio e 44 singles.
DJ Bobo alcançou o sucesso internacional com o single "Somebody Dance with Me", que utilizou alguns versos da música "Somebody's Watching Me", do cantor Rockwell. Entre 1992 e 2007, ele produziu 27 hits nas paradas da Suíça e da Alemanha, e ganhou 10 prêmios no World Music Awards. René recebeu inúmeras certificações de ouro e de platina para seus singles e álbuns e alcançou o sucesso na Europa (principalmente na Alemanha e Suíça), Ásia e América do Sul.

## Álbuns

### Álbuns de Estúdio
| Dance with Me                                             | - Lançamento: 7 de outubro de 1993 - Gravadora: Fresh Music, Metrovynil (EAMS Lesser) - Formatos: CD, Cassette, LP, Download digital | 4 | 16 | 6 | 18 | 15 |                                  |
| There Is a Party                                          | - Lançamento: 21 de outubro de 1994 - Gravadora: Fresh Music, Metrovynil (EAMS Lesser) - Formatos: CD, Cassette, LP                  | 4 | 17 | 6 | 9  | 41 | - SUI: Platina - ALE: Ouro       |
| World in Motion                                           | - Lançamento: 30 de setembro de 1996 - Gravadora: Yes Music (EMI), Metrovynil (EAMS Lesser) - Formatos: CD, Cassette                 | 1 | 2  | 9 | 3  | —  | - SUI: 2x Platina - ALE: Platina |
| Magic                                                     | - Lançamento: 14 de abri de 1998 - Gravadora: Yes Music (EMI), Metrovynil (EAMS Lesser) - Formatos: CD, Cassette, LP                 | 1 | 8  | — | 5  | —  | - SUI: Platina - ALE: Ouro       |
| Level 6                                                   | - Lançamento: 4 de outubro de 1999 - Gravadora: Yes Music (EMI), Metrovynil (EAMS Lesser) - Formatos: CD, Cassette, LP               | 4 | 16 | — | 18 | 15 | - SUI: Platina - ALE: Ouro       |
| Planet Colors                                             | - Lançamento: 5 de fevererio de 2001 - Gravadora: Yes Music (EMI), Metrovynil (EAMS Lesser) - Formatos: CD, Cassette                 | 2 | 27 | — | 4  | —  | - SUI: Platina                   |
| Visions                                                   | - Lançamento: 24 de fevereiro de 2003 - Gravadora: Yes Music (EMI), Sony Music - Formatos: CD, Cassette                              | 3 | —  | — | 11 | —  | - SUI: Platina                   |
| Pirates of Dance                                          | - Lançamento: 31 de janeiro de 2005 - Gravadora: Yes Music (Edel Music) - Formatos: CD, Download digital                             | 1 | —  | — | 13 | —  |                                  |
| Vampires                                                  | - Lançamento: 28 de maio de 2007 - Gravadora: Warner - Formatos: CD, Download digital                                                | 2 | 74 | — | 15 | —  | - SUI: Ouro                      |
| Fantasy                                                   | - Lançamento: 26 de fevereiro de 2010 - Gravadora: Warner - Formatos: CD, Digital download                                           | 2 | 43 | — | 10 | —  | - SUI: Ouro                      |
| Dancing Las Vegas                                         | - Lançamento: 25 de novembro de 2011 - Gravadora: Yes Music - Formatos: CD, Download digital                                         | 4 | —  | — | 61 | —  |                                  |
| Circus                                                    | - Lançamento: 10 de janeiro de 2014 - Gravadora: Yes Music - Formatos: CD, Download digital                                          | 3 | —  | — | 23 | —  |                                  |
| Mystorial                                                 | - Released: September 23, 2016 - Label: Yes Music - Formats: CD, Digital download                                                    | 5 | 73 | — | 13 | —  |                                  |
| Kaleidoluna                                               | - Released: September 21, 2018 - Label: Yes Music - Formats: CD, LP, Digital download                                                | 9 | —  | — | 25 | —  |                                  |
| "—" não alcançou ou não foi lançado no país dessa parada. | |   |    |   |    |    |                                  |

### Compilações
| Just for You                                              | - Lançamento: 6 de outubro de 1995 - Gravadora: Fresh Music, Metrovynil (EAMS Lesser) - Formatos: CD, Cassette, LP | 5  | 26 | 28 | 25 | - SUI: Platina |
| The Ultimate Megamix '99                                  | - Lançamento: 22 de março de 1999 - Gravadora: Yes Music, Metrovynil (EAMS Lesser) - Formatos: CD, Cassette, LP    | 2  | —  | —  | 20 |                |
| Celebration                                               | - Lançamento: 15 de abril de 2002 - Gravadora: DJ Bobo Records (Sony Music) - Formatos: CD                         | 2  | 18 | —  | 4  |                |
| Chihuahua-The Album                                       | - Lançamento: 27 de junho de 2003 - Gravadora: Yes Music, Arista - Formatos: CD                                    | 1  | —  | —  | —  | - SUI: Platina |
| Greatest Hits                                             | - Lançamento: 17 de março de 2006 - Gravadora: Yes Music, Ministry O (Edel Music) - Formatos: CD, Download digital | 1  | 58 | —  | 11 | - SUI: Ouro    |
| Olé Olé-The Party                                         | - Lançamento: 2008 - Gravadora: Yes Music (Warner) - Formatos: CD, Download digital                                | 11 | —  | —  | 85 |                |
|                                                           | |    |    |    |    |                |
| "—" não alcançou ou não foi lançado no país dessa parada. | |    |    |    |    |                |

### Outras Compilações
| Reloaded                                                  | - Lançamento: 20 de setembro de 2013 - Gravadora: Yes Music (Warner Music) - Formatos: CD, Download digital | 6 | — | 53 |  |
| "—" não alcançou ou não foi lançado no país dessa parada. | |   |   |    |  |

### Álbum ao vivo
| Live in Concert | - Lançamento: 8 de setembro de 2003 - Gravadora: DJ Bobo Records (Sony Music) - Formatos: CD | 28 | 36 |

## Singles
| Título                                                    | Ano  | Melhor posição | Melhor posição | Melhor posição | Melhor posição | Melhor posição | Melhor posição | Melhor posição | Melhor posição | Melhor posição | Melhor posição | Certificações                       | Álbum                         |
| Título                                                    | Ano  | SUI            | AUS            | AUT            | BEL            | FIN            | FRA            | ALE            | HOL            | NOR            | SUE            | Certificações                       | Álbum                         |
| --------------------------------------------------------- | ---- | -------------- | -------------- | -------------- | -------------- | -------------- | -------------- | -------------- | -------------- | -------------- | -------------- | ----------------------------------- | ----------------------------- |
| "I Love You"                                              | 1989 | —              | —              | —              | —              | —              | —              | —              | —              | —              | —              |                                     | Não adicionado a nenhum álbum |
| "Ladies in the House"                                     | 1990 | —              | —              | —              | —              | —              | —              | —              | —              | —              | —              |                                     | Não adicionado a nenhum álbum |
| "Let's Groove On"                                         | 1991 | —              | —              | —              | —              | —              | —              | —              | —              | —              | —              |                                     | Dance with Me                 |
| "Somebody Dance with Me"                                  | 1992 | 1              | 13             | 3              | 32             | 5              | —              | 4              | 3              | 3              | 1              | - ALE: Ouro - AUT: Ouro - SUE: Ouro | Dance with Me                 |
| "Keep on Dancing"                                         | 1993 | 2              | —              | 7              | —              | 1              | —              | 5              | 9              | 9              | 7              | - ALE: Ouro                         | Dance with Me                 |
| "Take Control"                                            | 1994 | 4              | —              | 9              | —              | —              | —              | 12             | 18             | —              | 21             | - ALE: Ouro                         | Dance with Me                 |
| "Everybody"                                               | 1994 | 3              | —              | 24             | 35             | 1              | —              | 2              | 12             | —              | 20             | - ALE: Platina                      | Dance with Me                 |
| "Let the Dream Come True"                                 | 1994 | 1              | 49             | 6              | 19             | 1              | —              | 4              | 11             | —              | 11             | - ALE: Ouro                         | There Is a Party              |
| "Love Is All Around"                                      | 1995 | 16             | 24             | 13             | 18             | 7              | 42             | 10             | 36             | 17             | 14             | - ALE: Ouro                         | There Is a Party              |
| "There Is a Party"                                        | 1995 | 13             | —              | 29             | 9              | —              | 35             | 17             | 24             | —              | —              | - ALE: Ouro                         | There Is a Party              |
| "Freedom"                                                 | 1995 | 4              | —              | 7              | —              | 7              | —              | 8              | 22             | —              | 31             | - ALE: Ouro                         | There Is a Party              |
| "Love Is the Price"                                       | 1996 | 11             | —              | 13             | —              | 12             | —              | 11             | —              | —              | —              |                                     | Just for You                  |
| "Pray"                                                    | 1996 | 2              | —              | 6              | 15             | 2              | 3              | 3              | —              | —              | —              | - ALE: Ouro                         | World in Motion               |
| "Respect Yourself"                                        | 1996 | 16             | —              | 23             | —              | 7              | —              | 31             | —              | —              | —              |                                     | World in Motion               |
| "It's My Life"                                            | 1997 | 7              | —              | 16             | —              | 17             | —              | 16             | —              | —              | —              |                                     | World in Motion               |
| "Shadows of the Night"                                    | 1997 | 7              | —              | 25             | —              | —              | —              | 23             | —              | —              | —              |                                     | World in Motion               |
| "Where Is Your Love"                                      | 1998 | 3              | —              | 20             | —              | —              | —              | 21             | —              | —              | —              |                                     | Magic                         |
| "Around the World"                                        | 1998 | 23             | —              | —              | —              | —              | —              | 55             | —              | —              | —              |                                     | Magic                         |
| "Celebrate"                                               | 1998 | 8              | —              | —              | —              | —              | —              | 48             | —              | —              | —              |                                     | The Ultimate Megamix 99       |
| "Together"                                                | 1999 | 4              | —              | 34             | —              | —              | —              | 26             | —              | —              | —              |                                     | Level 6                       |
| "Lies"                                                    | 1999 | 48             | —              | —              | 14             | —              | —              | 73             | —              | —              | —              |                                     | Level 6                       |
| "What a Feeling" (part. Irene Cara)                       | 2001 | 2              | —              | 11             | —              | —              | —              | 3              | —              | —              | —              |                                     | Planet Colors                 |
| "Hard to Say I'm Sorry"                                   | 2001 | 25             | —              | —              | —              | —              | —              | 60             | —              | —              | —              |                                     | Planet Colors                 |
| "Way to your Heart"                                       | 2001 | —              | —              | —              | —              | —              | —              | —              | —              | —              | —              |                                     | Planet Colors                 |
| "Colors of Life"                                          | 2001 | 37             | —              | —              | —              | —              | —              | 75             | —              | —              | —              |                                     | Planet Colors                 |
| "Celebration"                                             | 2002 | 14             | —              | 48             | —              | —              | —              | 29             | —              | —              | —              |                                     | Celebration                   |
| "I Believe"                                               | 2003 | 13             | —              | 61             | —              | —              | —              | 18             | —              | —              | —              |                                     | Visions                       |
| "Chihuahua"                                               | 2003 | 1              | —              | 48             | 8              | 12             | 1              | 19             | 41             | 15             | 10             | - SUI: Platina - FRA: Diamante      | Visions                       |
| "One Vision, One World"                                   | 2003 | —              | —              | —              | —              | —              | —              | —              | —              | —              | —              |                                     | Visions                       |
| "Pirates of Dance"                                        | 2005 | 3              | —              | 43             | —              | —              | —              | 16             | —              | —              | —              |                                     | Pirates of Dance              |
| "Amazing Life"                                            | 2005 | 27             | —              | —              | —              | —              | —              | 48             | —              | —              | —              |                                     | Pirates of Dance              |
| "Secrets of Love" (part. Sandra)                          | 2006 | 5              | —              | 39             | —              | —              | —              | 13             | —              | —              | —              |                                     | Greatest Hits                 |
| "Vampires Are Alive"                                      | 2007 | 3              | —              | 62             | —              | 7              | —              | 24             | —              | —              | —              | - SUI: Ouro                         | Vampires                      |
| "We Gotta Hold On"                                        | 2007 | 24             | —              | —              | —              | —              | —              | —              | —              | —              | —              |                                     | Vampires                      |
| "Because of You"                                          | 2007 | —              | —              | —              | —              | —              | —              | 47             | —              | —              | —              |                                     | Vampires                      |
| "Olé Olé"                                                 | 2008 | 12             | —              | —              | —              | —              | —              | 58             | —              | —              | —              |                                     | Olé Olé                       |
| "Superstar"                                               | 2010 | 14             | —              | 72             | —              | —              | —              | 41             | —              | —              | —              |                                     | Fantasy                       |
| "This is your Time"                                       | 2010 | —              | —              | —              | —              | —              | —              | —              | —              | —              | —              |                                     | Fantasy                       |
| "Volare"                                                  | 2011 | —              | —              | —              | —              | —              | —              | —              | —              | —              | —              |                                     | Circus                        |
| "Everybody's Gonna Dance"                                 | 2011 | 72             | —              | —              | —              | —              | —              | 70             | —              | —              | —              |                                     | Dancing Las Vegas             |
| "La Vida Es (Una Flor)"                                   | 2012 | —              | —              | —              | —              | —              | —              | 81             | —              | —              | —              |                                     | Dancing Las Vegas             |
| "Somebody Dance with Me (Remady 2013 Mix)" (part. Manu-L) | 2013 | 4              | —              | —              | —              | —              | —              | —              | —              | —              | —              |                                     | Reloaded                      |
| "Take Control (2013)" (part. Mike Candys)                 | 2013 | 6              | —              | 60             | —              | —              | —              | 67             | —              | —              | —              |                                     | Reloaded                      |
| "Everybody (2013)" (part. Inna)                           | 2013 | 60             | —              | —              | —              | —              | —              | —              | —              | —              | —              |                                     | Reloaded                      |
| "—" não alcançou ou não foi lançado no país dessa parada. |      |                |                |                |                |                |                |                |                |                |                |                                     |                               |